# CB Panamá Metro
Uniformes
Le CB Panamá Metro est un club panaméen de baseball évoluant en Ligue du Panama.
Basés à Panamá, Panamá Metro évolue à domicile à l'Estadio Nacional de Panamá, enceinte de 27 000 places inaugurée en 1999. Fondé en 1974, le club compte six titres de champion national, dont celui attribué en mai 2010.

## Palmarès
- Champion du Panamá (6) : 1975, 1981, 1983, 1994, 2001, 2010
- Vice-champion du Panamá (7) : 1976, 1978, 1979, 1982, 1984, 1993, 2009

## Histoire
Le club est fondé en 1974 à la suite de la création de la Ligue régionale de Panamá Metro cette même année. Dès 1975, Panamá Metro enlève son premier titre de champion national en s'imposant en finale par quatre victoires à deux contre Herrera.
Sous la direction du manager Rutherford « Chico » Salmon, Panamá Metro remporte deux nouveaux titres durant les années 1980 (1981 et 1983).
Champion en 1994 et 2001, Panamá Metro gagne le titre en 2010 en s'imposant en série finale par quatre victoires à une face au CB Bocas del Toro.

## Anciens joueurs emblématiques
Anciens joueurs du club ayant évolué en Ligue majeure de baseball :
- Gil Garrido
- Roberto Kelly
- Bruce Chen
- José Macías
- Julio Zuleta
- Manuel Corpas
- Carlos Maldonado
- Julio Mosquera
- Rafael Medina
- Luis Durango